# Moiré franconien
Pour les articles homonymes, voir Moiré.
Erebia medusa
Espèce
Le Moiré franconien, Franconien ou Nègre à bandes fauves (Erebia medusa) est un lépidoptère (papillon) appartenant à la famille des Nymphalidae, à la sous-famille des Satyrinae et au genre Erebia.

## Dénomination
Erebia medusa (Denis et Schiffermüller, 1775)

## Synonymes
- Erebia brigobanna Fruhstorfer, 1917
- Hipparchia hippomedusa Ochsenheimer, 1820
- Papilio psodea Hübner, 1804[1]

## Sous-espèces
- Erebia medusa medusa
- Erebia medusa euphrasia Fruhstorfer, 1917 ;
- Erebia medusa psodea Hübner, 1804 ; en Europe orientale
- Erebia medusa transiens Heyne, 1895 ;
- Erebia medusa uralensis Staudinger, 1871[2].
- Erebia medusa hippomedusa dans les Alpes en altitude[3]

Pour certains Erebia polaris est une sous-espèces d'Erebia medusa, Erebia medusa polaris Staudinger, 1871.

### Noms vernaculaires
Le Moiré franconien se nomme  Woodland ringlet  en anglais, Rundaugen-Mohrenfalter en allemand et Voorjaarserebia en Néerlendais.

## Description
Le Moiré franconien est un petit papillon, d'une envergure de 20 à 25 mm. Le mâle est marron foncé avec sur l'aile antérieure une bande postmédiane orange marquée d'ocelles pupillés dont le nombre peut aller jusqu'à cinq et sur l'aile postérieure trois ou quatre ocelles cernés d'orange. La femelle est plus claire. Le revers est identique au recto chez le mâle comme chez la femelle.
Erebia medusa hippomedusa n'a souvent que deux ocelles à l'aile antérieure et sans cerne orange.
Erebia medusa psodea a des ocelles plus colorés et une bande postmédiane claire.

### Œufs, chenille et chrysalide
Les œufs sont blancs ou vert clair mouchetés de marron, côtelés.
La chenille est verte avec une raie foncée dorsale.
La chrysalide est marron clair rayée.

## Biologie

### Période de vol et hivernation
Il hiverne au stade de chenille une ou deux années de suite suivant l'altitude de son habitat.
Il vole de mai à juillet suivant l'altitude.

### Plantes hôtes
Les plantes hôtes des chenilles sont des poacées (graminées).

## Écologie et distribution
Il est encore présent en Europe occidentale, centrale et méridionale, de la France à l'ouest à l'Asie occidentale à l'est.
Il est présent dans le quart nord-est de la France.

### Biotope
Il réside dans des landes, des prairies et des bois clairs jusqu'à 2 000 mètres. Clairières et lisières de forêts humides.

### Protection
Erebia medusa est protégé en Région wallonne (Belgique) (annexe 2b du décret du 6/12/2001) et en France dans la région Île-de-France,.